# Jeumont
Jeumont is een gemeente in het Franse Noorderdepartement (Frans: département du Nord) (regio Hauts-de-France). De plaats maakt deel uit van het arrondissement Avesnes-sur-Helpe. In Jeumont verlaat de rivier de Samber Frankrijk en stroomt België binnen. De bebouwde agglomeratie van Jeumont vormt één geheel met die van het Belgische dorp Erquelinnes. De gemeente telde 10.273 inwoners op 1 januari 2022.

## Geografie
De oppervlakte van Jeumont bedroeg op 1 januari 2022 10,21 vierkante kilometer; de bevolkingsdichtheid was toen 1.006,2 inwoners per km².

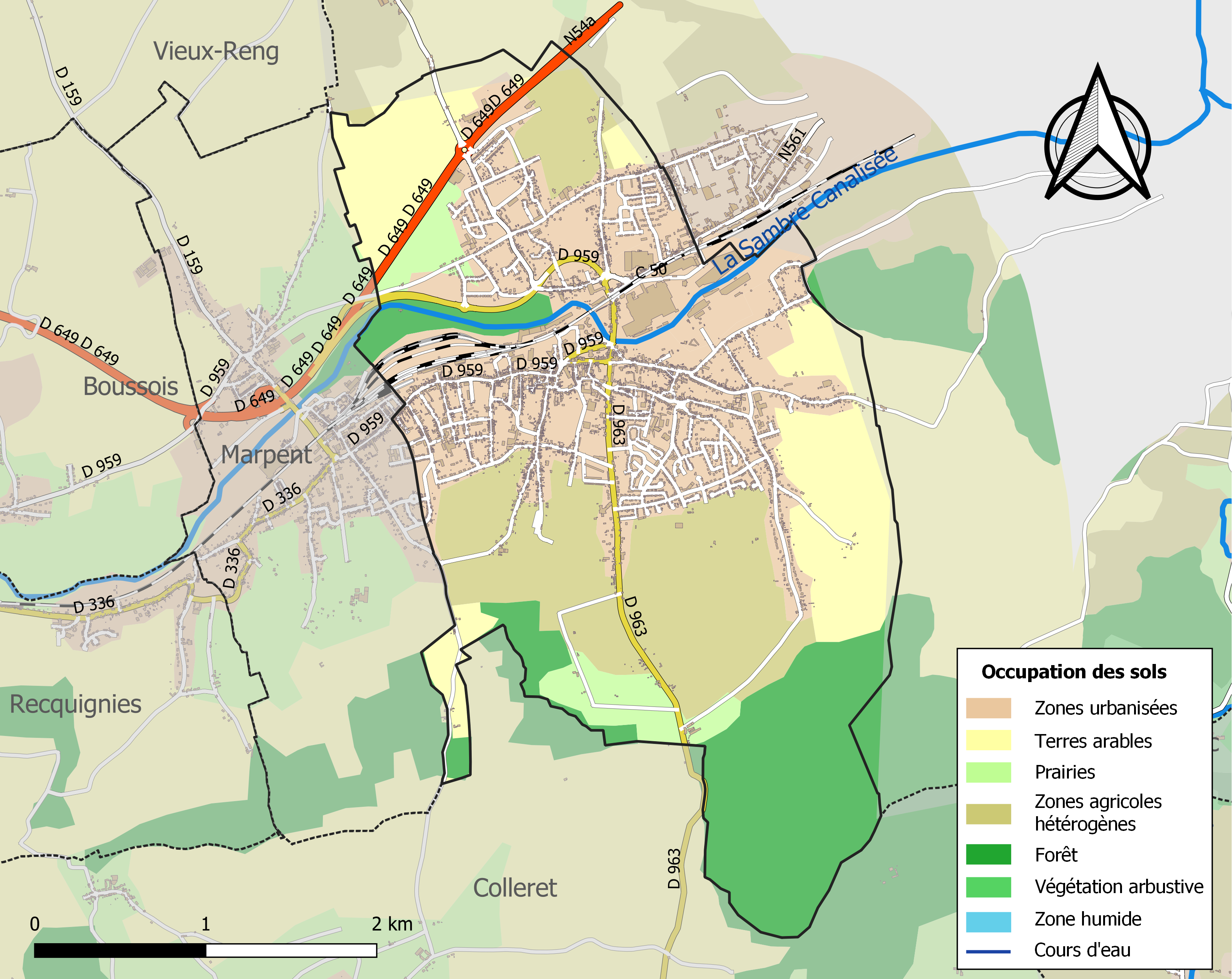
Kaart van de gemeente met belangrijkste infrastructuur, bodemgebruik en omliggende gemeenten

## Demografie
Onderstaande figuur toont het verloop van het inwonertal (bron: INSEE-tellingen).